# Lufthansa Systems
Die Lufthansa Systems GmbH (kurz LSY) mit Sitz in Raunheim ist eine IT-Dienstleistungsunternehmung in der Luftfahrtindustrie, die als hundertprozentige Tochtergesellschaft der Deutschen Lufthansa AG sowohl für die Lufthansa als auch Dritte tätig ist.

## Geschichte

Lufthansa Systems-Logo bis 2019

1995 wurde die IT-Abteilung der Lufthansa ausgegliedert und in die neu gegründete Tochtergesellschaft Lufthansa Systems AG eingebracht.
Das Unternehmen mit rund 2.800 Mitarbeitern hat mehrere Standorte in Deutschland und 16 weiteren Ländern. Die Softwareprodukte des Unternehmens decken die Geschäftsprozesse  von Fluggesellschaften ab und reichen vom Passagier- und Cargobereich über die Flugdurchführung bis hin zu Flugzeugwartung und -instandhaltung. Neben rund 330 Fluggesellschaften gehören Unternehmen aus Industrie, Transport und Logistik, Energie, Medien und Verlage, Touristik und Gesundheitswesen zu den Kunden.
Als Systemintegrator deckt Lufthansa Systems ein breites Spektrum an IT-Leistungen ab – von der Beratung über die Applikationsentwicklung und -implementierung bis hin zum 24-Stunden-Betrieb. Lufthansa Systems unterstützt Unternehmen bei der Optimierung ihrer Prozesse und IT-Landschaften, damit diese effizienter werden. Ein Schwerpunkt ist die Einführung und der Ausbau von SAP-Lösungen, die ein umfassendes Branchen- und Prozess-Know-how voraussetzen. Der zertifizierte SAP-Partner deckt das gesamte Spektrum von der Konzeption und Anpassung über die Implementierung und Konsolidierung bis zur Wartung von SAP-Systemen ab.
Ein weiterer Schwerpunkt der Produktpalette ist das In-flight Entertainment-System BoardConnect, das den Passagieren die Verbindung mit einem an Bord befindlichen Server ermöglicht und von dem Inhalte wie Filme, Musik usw. per WLAN abgerufen werden können.
2013 erzielte die Lufthansa Systems AG mit weltweit ca. 2700 Mitarbeitern einen Jahresumsatz von 640 Millionen Euro, davon 265 Millionen Euro außerhalb des Lufthansa Konzerns.
Zum 1. April 2015 wurde die Lufthansa Systems AG in die drei eigenständigen Gesellschaften Lufthansa Systems GmbH & Co. KG (später:  Lufthansa Systems GmbH), Lufthansa Industry Solutions GmbH & Co. KG sowie die an IBM veräußerte Infrastructure Services GmbH & Co. KG überführt.
Im November 2017 begann Lufthansa Systems GmbH & Co. KG mit dem Umzug in ein neu gebautes Hauptquartier im Gewerbegebiet Airport Garden in Raunheim nahe dem Frankfurter Flughafen.